# WFED
WTWP/WTWP-FM est une station de radio de Washington, D.C. qui apparait sur les ondes le 30 mars 2006. Elle diffuse en ondes moyennes sur 1500kHz à Wheaton, Maryland, et en FM sur la fréquence 107.7MHz depuis Warrenton, dans l'État de Virginie, et toujours en FM sur 104,3MHz depuis Leesburg en Virginie. Toutes ces fréquences étaient celles de la station WTOP(actuellement sur 103.5FM et 820 AM).
WTWP diffuse des informations et des commentaires dans des programmes de longue durée similaires à ceux du producteur public NPR, mais il s'agit là d'une station commerciale fonctionnant grâce au quotidien américain Washington Post et à la station WTOP. De 8 heures du matin à 17 heures la radio a une programmation de talk, avec des animateurs comme Clark Howard, Larry King et Jim Bohannon. Durant les week-ends WTWP retransmet les programmes produits par Radio Nederland.
The Tony Kornheiser Show, animé par Tony Kornheiser, chroniqueur du Washington Post et animateur de Pardon the Interruption et de Monday Night Football sur ESPN a intégré WTWP en février 2007.
WTWP est membre de CBS Radio Network et retransmet Face the Nation et 60 Minutes, deux émissions de ce réseau.
La station AM émet avec une puissance de 50 kilowatts avec un signal nocturne orienté nord-sud pour éviter les interférences avec KSTP-AM à St. Paul, dans l'État du Minnesota. Ce signal est audible sur la côte Est de l'Amérique du Nord et il arrive qu'il soit captée en Europe.

## Grille de la semaine
U.S. Eastern Time
- David Burd et Jessica Doyle, 5:30-8:30
- The Tony Kornheiser Show, 8:30-10:30 AM (rediffusé de 10:30 -12:30 )
- Sam Litzinger, 12:30-15:00
- Hillary Howard et Bob Kur, 15:00-19:00
- Clark Howard, 19:00-21:00
- Larry King Live, 21:00-22:00
- Jim Bohannon, 22:00 PM-1:00 et 2:00-5:00